# Brennivín

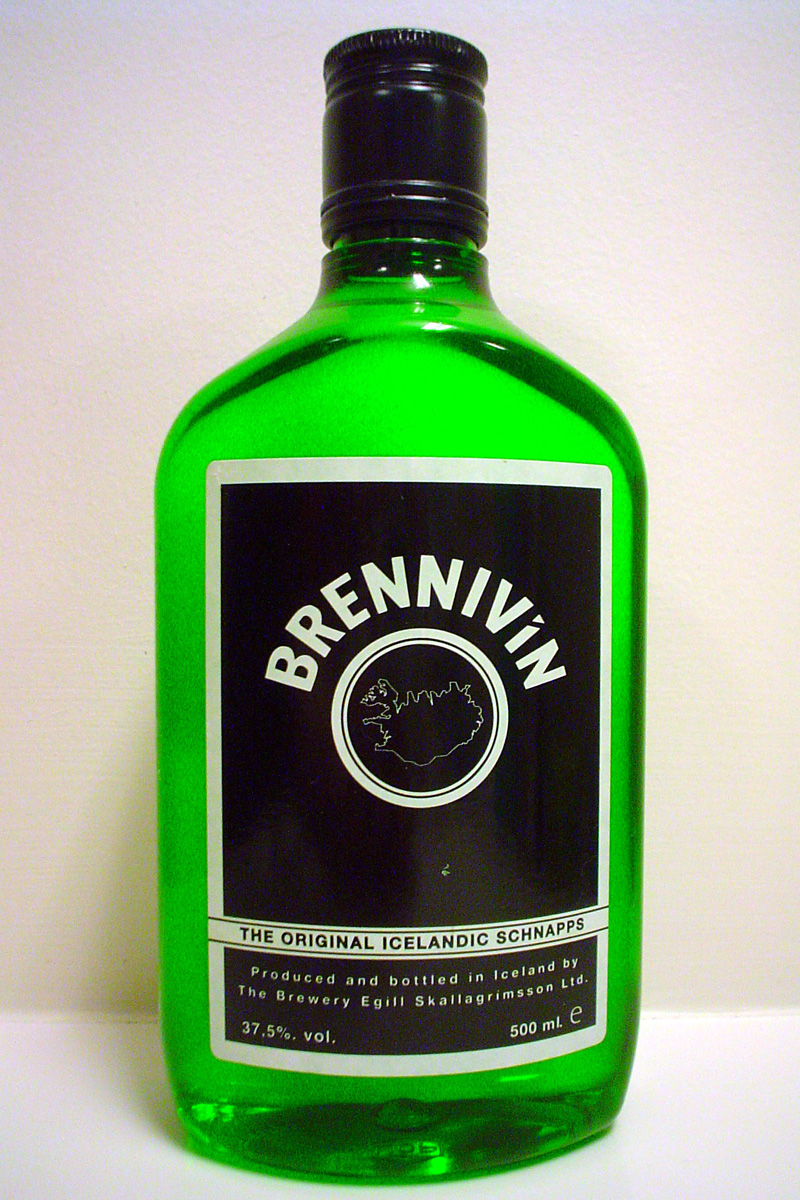
Een plastic fles Brennivín van 500 ml met het kenmerkende zwarte etiket

Brennivín is een IJslandse gedestilleerde sterke drank, die als de nationale drank beschouwd wordt. Brennivín wordt volgens IJslands recept gemaakt van gefermenteerde aardappelpulp en op smaak gebracht met karwijzaad en engelwortel en bevat 37,5% alcohol. Deze drank kwam na het opheffen van de drooglegging in 1935 op de markt. Het etiket van de fles is zwart van kleur, omdat men hoopte dat het hierdoor voor de consument minder aantrekkelijk werd om de drank te kopen. Het plan mislukte echter, en dit etiket zorgde er, samen met de uitgesproken smaak, voor dat Brennivín ook wel svarti dauði ("zwarte dood") wordt genoemd. Oorspronkelijk stonden de letters ÁTVR (Áfengis- og tóbaksverslun ríkisins, ofwel "drank- en tabakshandel van de staat") binnen de cirkel op het etiket. Tegenwoordig is het de contour van de kaart van IJsland.
Het woord brennivín betekent "brandewijn". Het smaakt ook wel wat naar de ouderwetse brandewijn, echter met een speciale nasmaak. Brennivín werd oorspronkelijk puur gedronken, maar tegenwoordig vaak in combinatie met water of cola. Ondanks de inofficiële status als nationale drank, is het op IJsland geen populaire drank. Meestal wordt het gedronken bij traditionele gelegenheden zoals het midwinterfeest Þorrablót (en dan in combinatie met hákarl) of als begeleider bij een glas bier. Brennivín is een van de goedkoopste sterke dranken die in de rijksdrankenhandel Vínbúð te krijgen is.